# Coppa del mondo di marcia 1995
La Coppa del mondo di marcia 1995 (1995 IAAF World Race Walking Cup) si è svolta a Pechino, in Cina, il 29 e 30 aprile. 

## Medagliati

### Uomini
| Specialità            | Oro            | Prestazione | Argento            | Prestazione | Bronzo           | Prestazione |
| 20 km                 | Li Zewen       | 1h19'44"    | Michail Ščennikov  | 1h19'58"    | Bernardo Segura  | 1h20'32"    |
| 50 km                 | Zhao Yongsheng | 3h41'20"    | Jesús Ángel García | 3h41'54"    | Valentin Kononen | 3h42'50"    |
| Gara a squadre Totale | Messico        | 846 pt.     | Italia             | 815 pt.     | Cina             | 805 pt.     |
| Gara a squadre 20 km  | Cina           | 436 pt.     | Italia             | 422 pt.     | Messico          | 420 pt.     |
| Gara a squadre 50 km  | Messico        | 426 pt.     | Russia             | 419 pt.     | Spagna           | 413 pt.     |

### Donne
| Specialità     | Oro          | Prestazione | Argento         | Prestazione | Bronzo     | Prestazione |
| 10 km          | Gao Hongmiao | 42'19"      | Elena Nikolaeva | 42'32"      | Liu Hongyu | 42'49"      |
| Gara a squadre | Cina         | 443 pt.     | Italia          | 429 pt.     | Russia     | 424 pt.     |